# Gens Decia
La gens Decia o Decii fu una delle famiglie della Repubblica e dell'Impero romano. Di origine plebea, ma di grande antichità, diventò illustre per le gesta militari di alcuni suoi membri. Tra i cognomen più ricorrenti di questa gens troviamo "Mure" (in latino mus). La gente Decia ebbe anche due rami, i Lucii e i Quinti, documentati a Pompei. 

## Praenomina
I praenomina associati ai membri della gens Decia sono Marco, Quinto e Publio. Quest'ultimo è il praenomen di due consoli, noti per essersi entrambi sottoposti al rito della devotio: offrirono la propria vita agli Dei Mani in cambio della vittoria.

## Membri illustri
Tra i membri più importanti:
- Publio Decio Mure, console nel 340 a.C.
- Publio Decio Mure, politico e condottiero romano, console nel 312 a.C.
- Publio Decio Mure, console nel 279 a.C.
- Gaio Messio Quinto Traiano Decio, imperatore romano dal 249 al 251
- Flavio Decio, uomo politico dell'Impero bizantino, console sine collega nel 529
- Decio, primo esarca d'Italia nel 584